# Никогда в жизни (роман)
Роман "Никогда в жизни!" (польск. Nigdy w życiu!) польской писательницы Катажины Грохоля — это популярная современная работа, которая завоевала признание среди читателей и была переведена на русский, немецкий и словацкий языки.
Это произведение является ярким представителем жанра женской прозы  и часто исследует темы личностного роста, самопознания и сложностей в личных отношениях. Героиня романа сталкивается с рядом жизненных испытаний, которые заставляют её переосмыслить свои взгляды на жизнь, любовь и собственные желания.
"Никогда в жизни!" часто характеризуется как эмоционально насыщенный и захватывающий, предлагая читателям не только увлекательный сюжет, но и глубокие размышления о человеческих отношениях и социальных нормах. Книга пользуется популярностью за счет своей искренности и способности говорить на "животрепещущие" темы, затрагиваемые многими женщинами.

## Краткий обзор содержания
«Никогда в жизни» — роман о женщине, которую бросил муж, забрав себе квартиру, оставив бывшую жену с юной дочерью. У последней — сложный характер, и матери нужно учиться находить с ней общий язык. А также устраивать свою жизнь дальше, не имея теперь крыши над головой. Но муж дал ей денег, на которые можно построить дом в деревне.
Главную героиню романа зовут пани Юдита. В романе просматривается некоторая автобиографичность.
Юдита была знакома со статистикой разводов, но никак не думала, что такое произойдёт именно с ней.
Книга полна юмора, несмотря на трагичность сложившейся ситуации. Юдита — сильная женщина. Она выжила, не сломалась: смогла построить дом в деревне, отправиться в путешествие, найти общий язык с дочерью, найти любимого человека.
В романе много также колких фраз в адрес мужчин. Юдита сначала обобщает, что все они одинаковы. До того момента, когда встречается с Адамом. Он пишет ей письма, адресованные редакции журнала, где работает Юдита. начинается эта переписка довольно странным образом: со взаимных замечаний и колкостей. Но заканчивается большой любовью, сделавшей главную героиню счастливой, несмотря на недавно пережитые потрясения.

## Экранизация
- «Никогда в жизни!» 2004 г. (польск. Nigdy w zyciu!). Польша, фильм. Реж. — Рышард Заторский. В ролях: Данута Стенка, Иоанна Бродзик, Ян Фрыч и др.